# Пила (Лучењец)
Пила (слч. Píla) насељено је мјесто са административним статусом сеоске општине (слч. obec) у округу Лучењец, у Банскобистричком крају, Словачка Република.

## Становништво
| Година:    | 1994. | 2004.    | 2014.   | 2024.   |
| ---------- | ----- | -------- | ------- | ------- |
| Број људи: | 293   | 262      | 265     | 251     |
| Разлика:   |       | -10,58 % | +1,14 % | -5,28 % |

| Година:    | 2023. | 2024.   |
| ---------- | ----- | ------- |
| Број људи: | 251   | 251     |
| Разлика:   |       | +1,42 % |

Према подацима о броју становника из 2011. године насеље је имало 273 становника.